# Van Aylva
Van Aylva (vermoedelijke uitspraak: [Aalwa]) is een oud adellijk geslacht, afkomstig uit Witmarsum dat sinds 1814 tot de (moderne) Nederlandse adel behoorde en in 1827 uitstierf.

## Geschiedenis
De oudst bewezen stamvader is Epo Aylva (vermeld 1450-1468). Hij woonde te Witmarsum waar zijn stins in 1485 op bevel van de grietman van Westdongeradeel werd afgebrand. Een state met de naam Aylva werd door personen met de naam Aylva bewoond; een bewezen verband met de eerstbekende Epo Aylva is niet aangetoond.
Vele leden van de familie behoorden tot de edelen of grietmannen in Friesland.

## States
Er waren meerdere Aylva States in Friesland.
- Aylva State te Witmarsum, in de dorpskom
- Aylva State te Witmarsum, bij de terp Filens
- Aylva State te Schraard
- Aylva State te Ternaard

## Familiewapen
De oudste tak van de familie Van Aylva voerde een wapen dat de tak "Aylva van Bornwird" bleef voeren. Dit wapen wordt als volgt beschreven:
In groen een zilveren lelie.
Het helmteken is een uitkomende zilveren vogel met omgewende kop met een gebladerd groen takje in de bek.

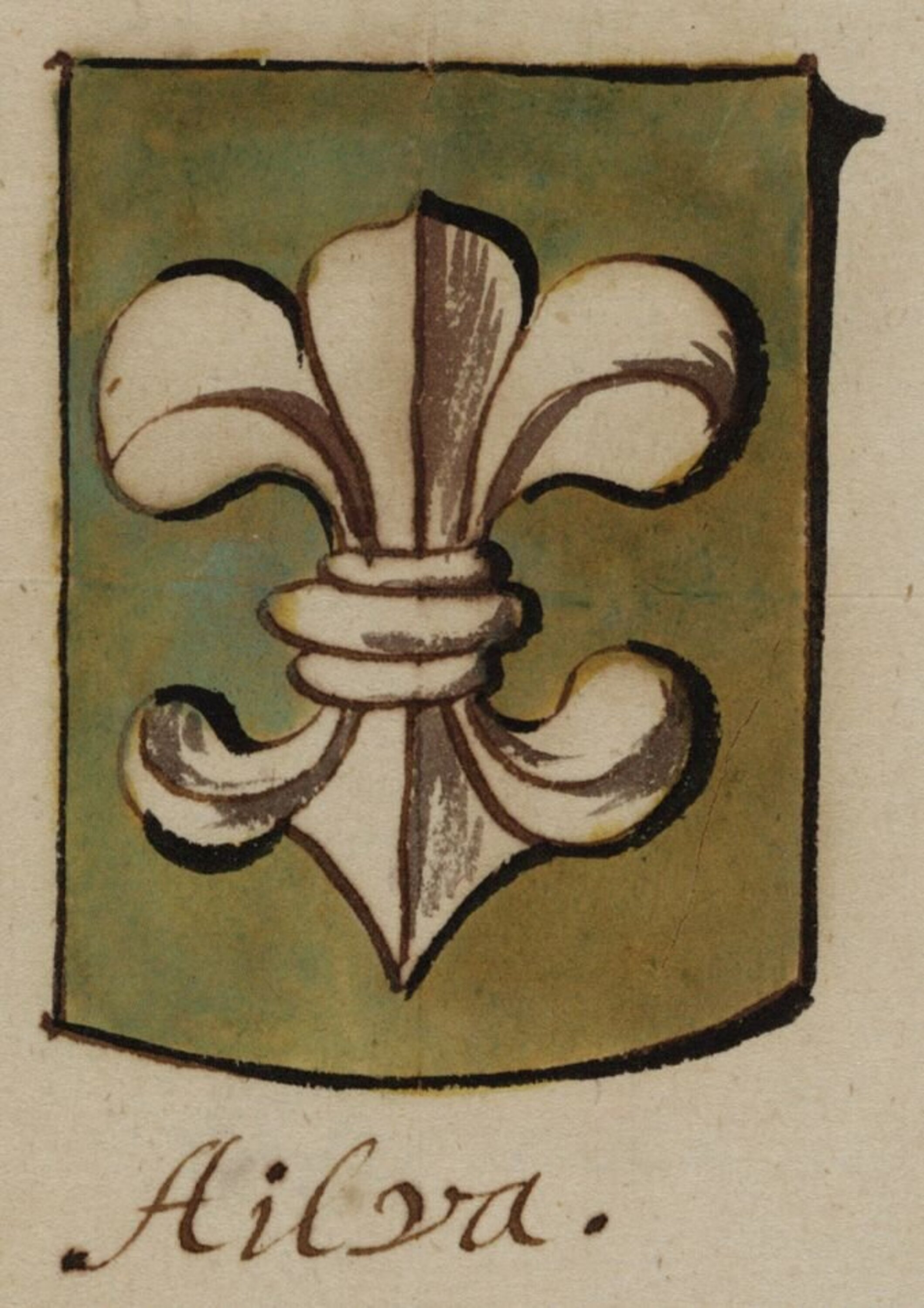
Wapen Van Aylva van Bornwird in het wapenboek van Gerrit Hesman uit 1708.
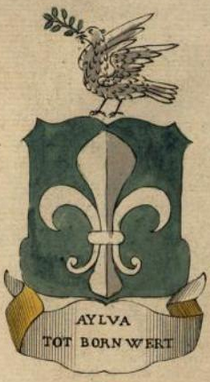
Wapen Van Aylva van Bornwird in het Nederlandsch Geslacht- Stam- en Wapen-Boek van Abraham Ferwerda uit 1785.

Later zouden aan dit wapen meer stukken toegevoegd worden. Door volgende generaties werden in eerste instantie een Friese adelaar en een roos toegevoegd. Later zou nog een zespuntige ster tussen de lelie en de roos worden toegevoegd. In de 16e eeuw komt zo een wapen tot stand met de volgende blazoenering:
Gedeeld: I de Friese adelaar; II in blauw een zilveren roos, goud geknopt, vergezeld boven van een gouden ster en onder van een gouden lelie.
In de 17e eeuw verdween de Friese adelaar uit het wapen en werd het helmteken een uitkomende zilveren eenhoorn, goud gehoornd en gehoefd. Het wapen kreeg daardoor de volgende beschrijving:
In blauw een zilveren gepunte roos, goud geknopt, vergezeld boven van een ster en beneden van een lelie, alles goud.

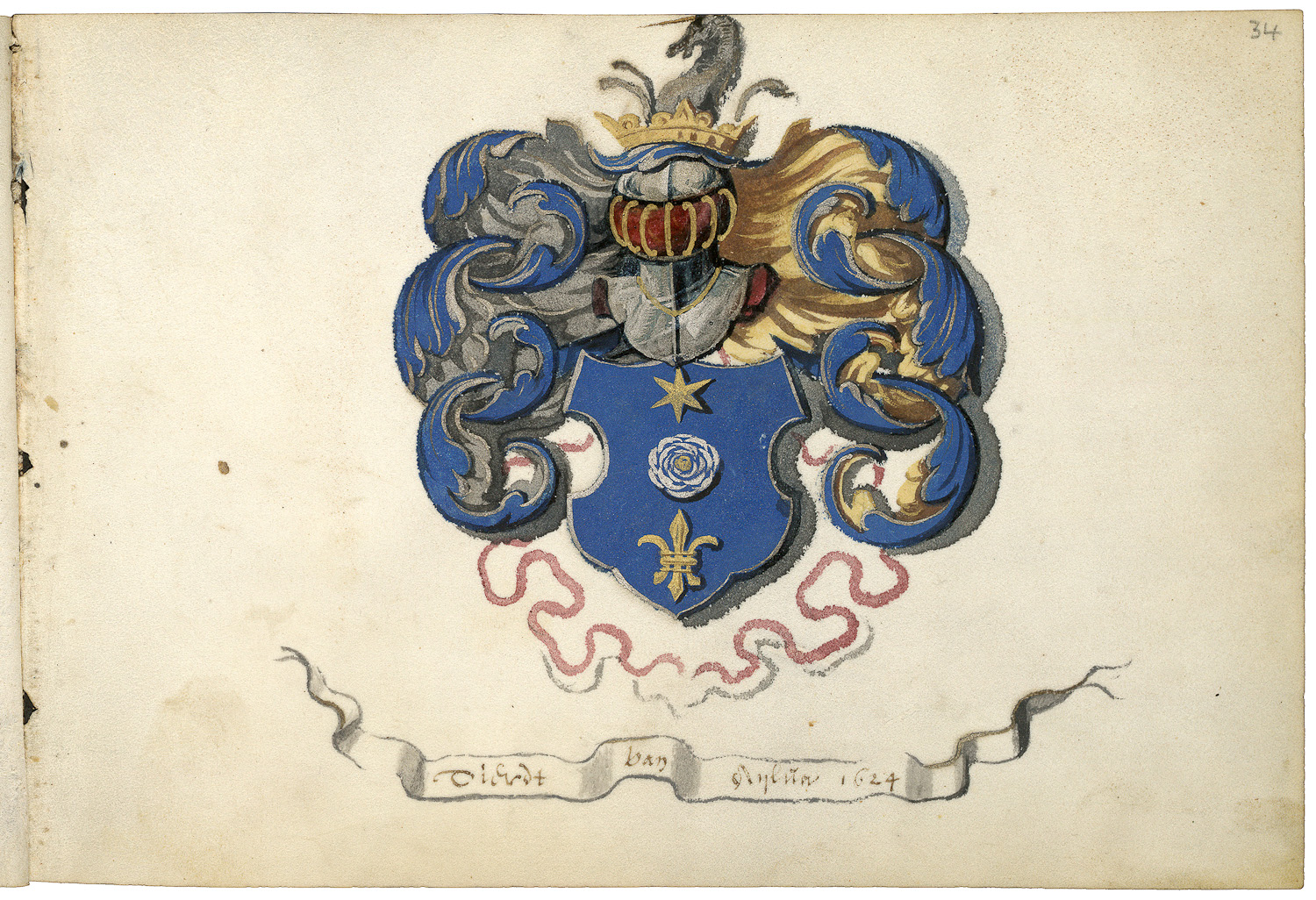
Het wapen Van Aylva uit 1624.
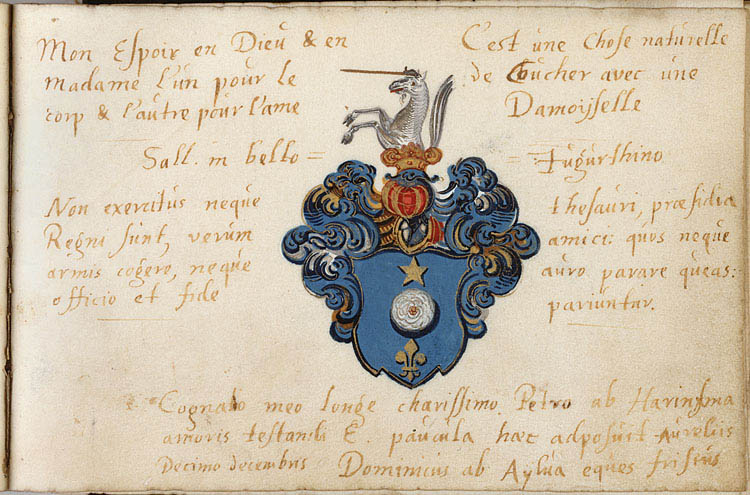
Het wapen Van Aylva uit 1630.
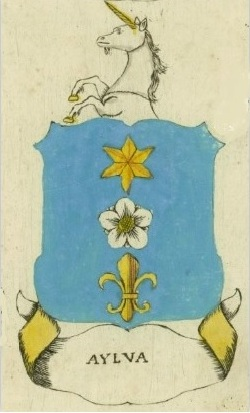
Het wapen Van Aylva in het Nederlandsch geslacht-stam en wapen-boek van Abraham Ferwerda uit 1785.
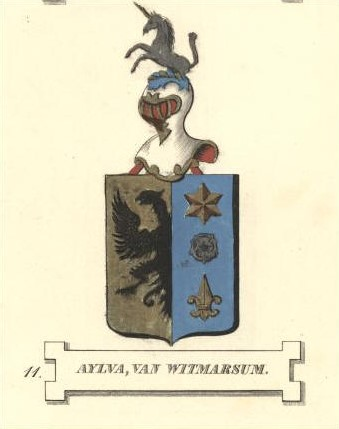
Het wapen Van Aylva in het Stamboek van den Frieschen, vroegeren en lateren, adel uit 1846.

Op dit wapen zijn meerdere varianten gemaakt met onder meer een zilveren lelie en een rode roos. De tak Meckema van Aylva voerde een wapen waarbij het schild werd gedeeld met het wapen Van Meckema (In blauw een zilver zwaard met gouden gevest, vergezeld boven van drie zilveren rozen (1-2), goud geknopt, de linkse en rechtse geplaatst naast de punt van het zwaard.). Door Hans Willem van Aylva werd het wapen Van Aylva gecombineerd met het wapen Van Meckema en Houwerda en werden de helmtekens (een adelaar of valk en een eenhoorn) opgenomen in het wapen:
Gevierendeeld: I in blauw een zilveren roos, vergezeld boven van een ster en onder van een lelie, alles goud; II in blauw een steigerende zilveren eenhoorn, goud gehoornd en gehoefd; III in blauw een omgewende, goud gesnavelde, zilveren arend met opgeheven neerwaardse vlucht; IV in blauw een zilveren zwaard met gouden gevest, bij de punt vergezeld van drie zilveren rozen (1-2). Hartschild: In rood een gouden leeuw, rood getongd.

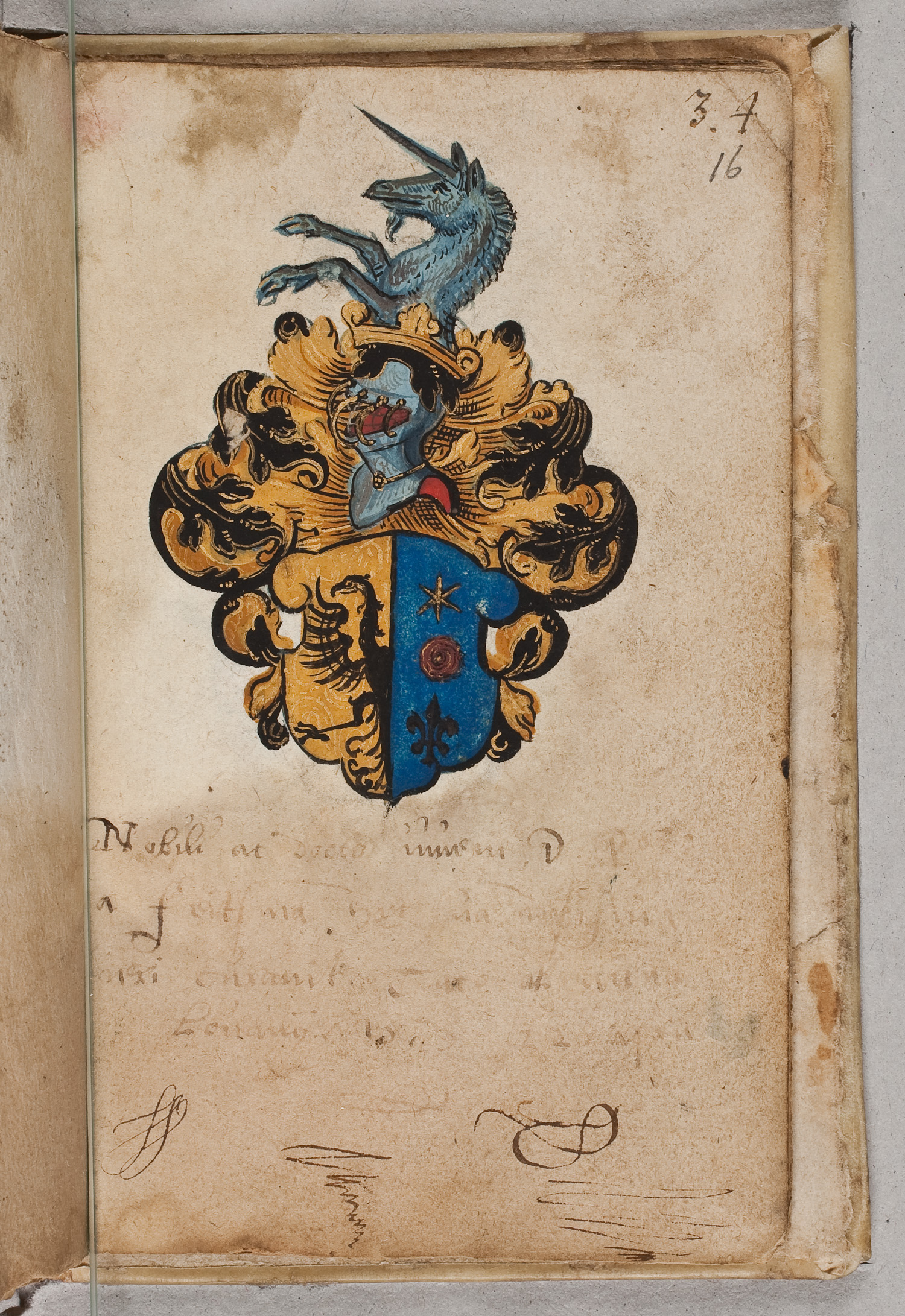
Het wapen Van Aylva met Friese adelaar, rode roos en zilveren lelie uit 1575.
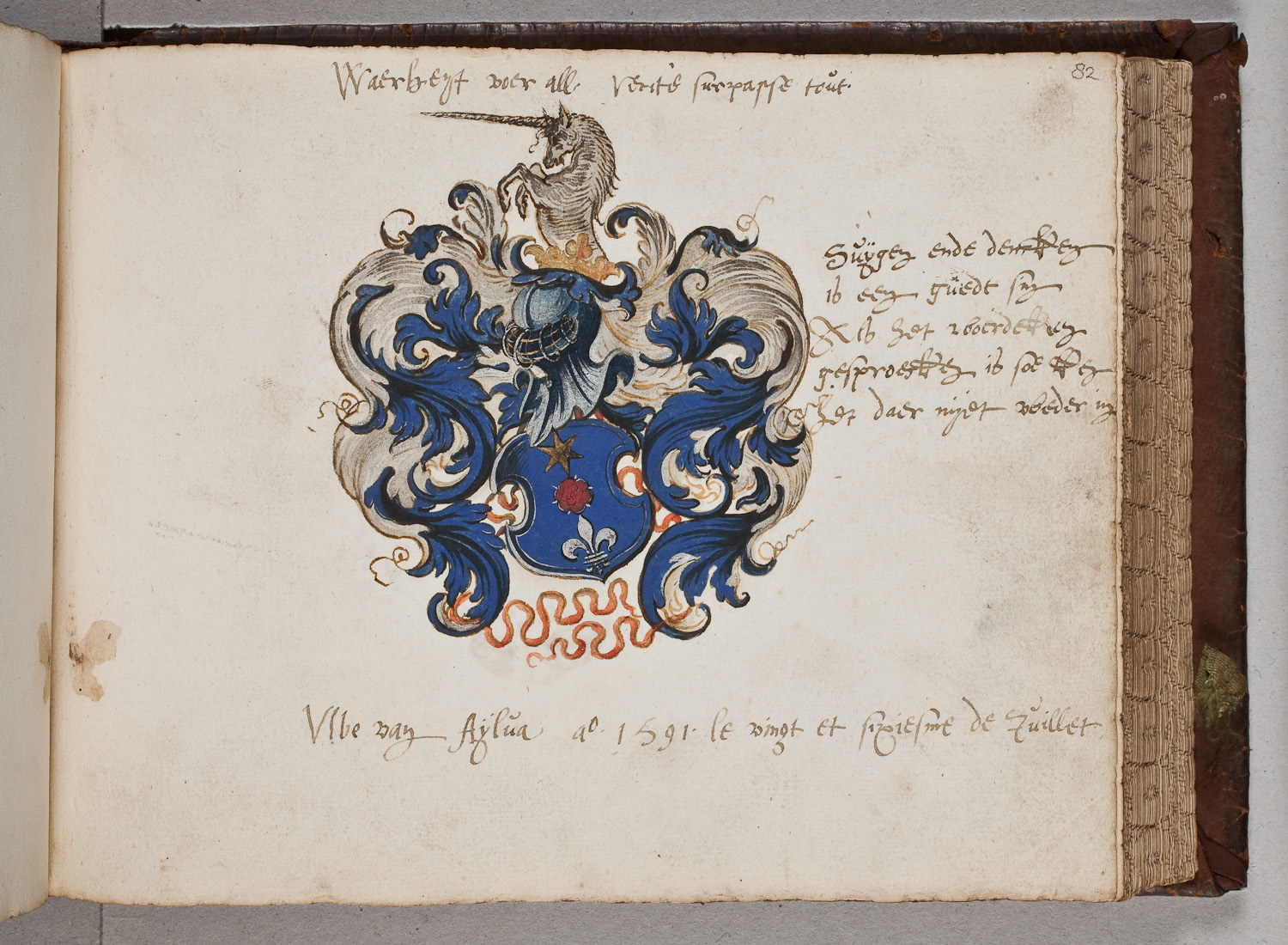
Het wapen Van Aylva met rode roos en zilveren lelie uit 1591.
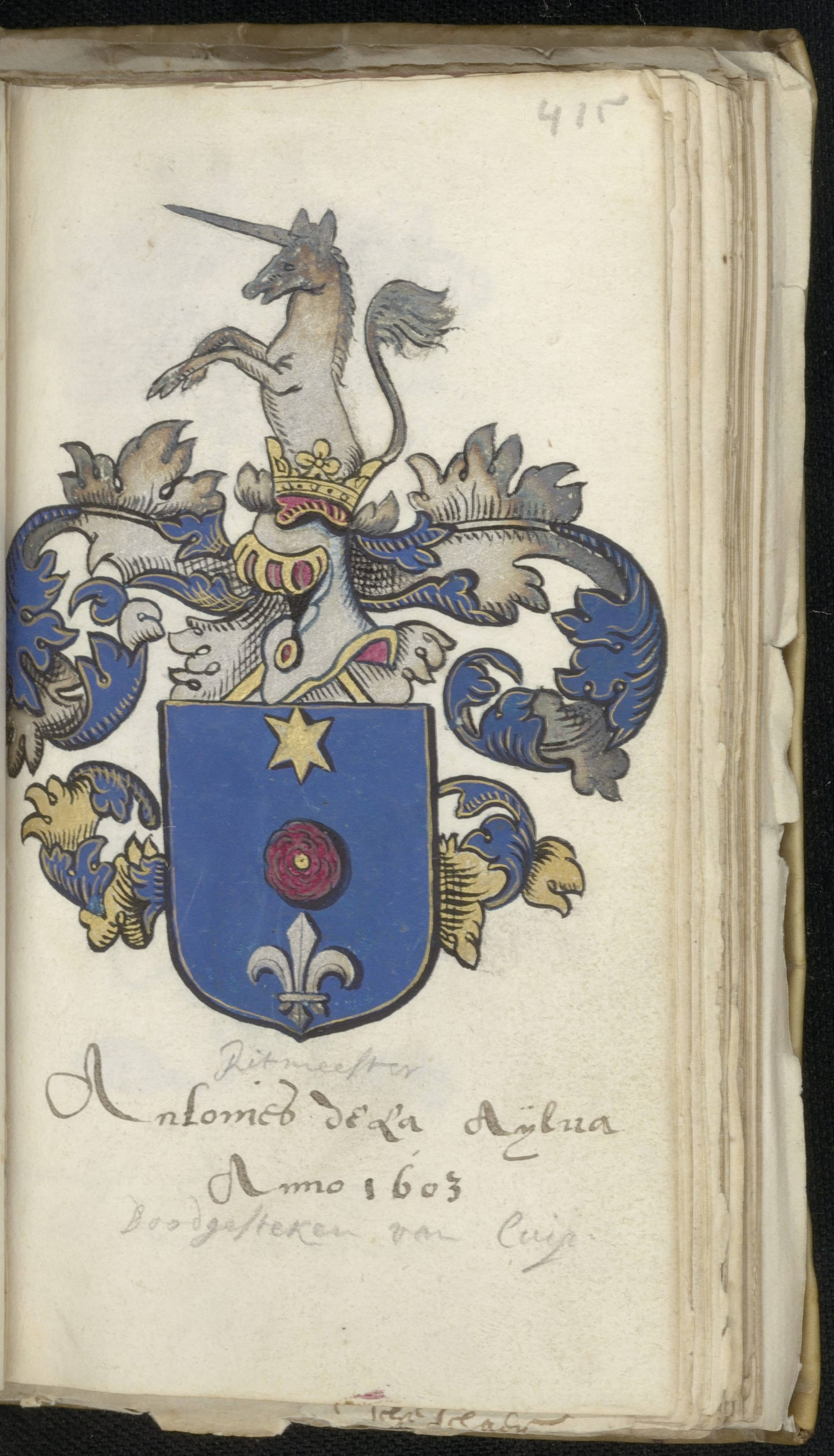
Het wapen Van Aylva uit 1603.
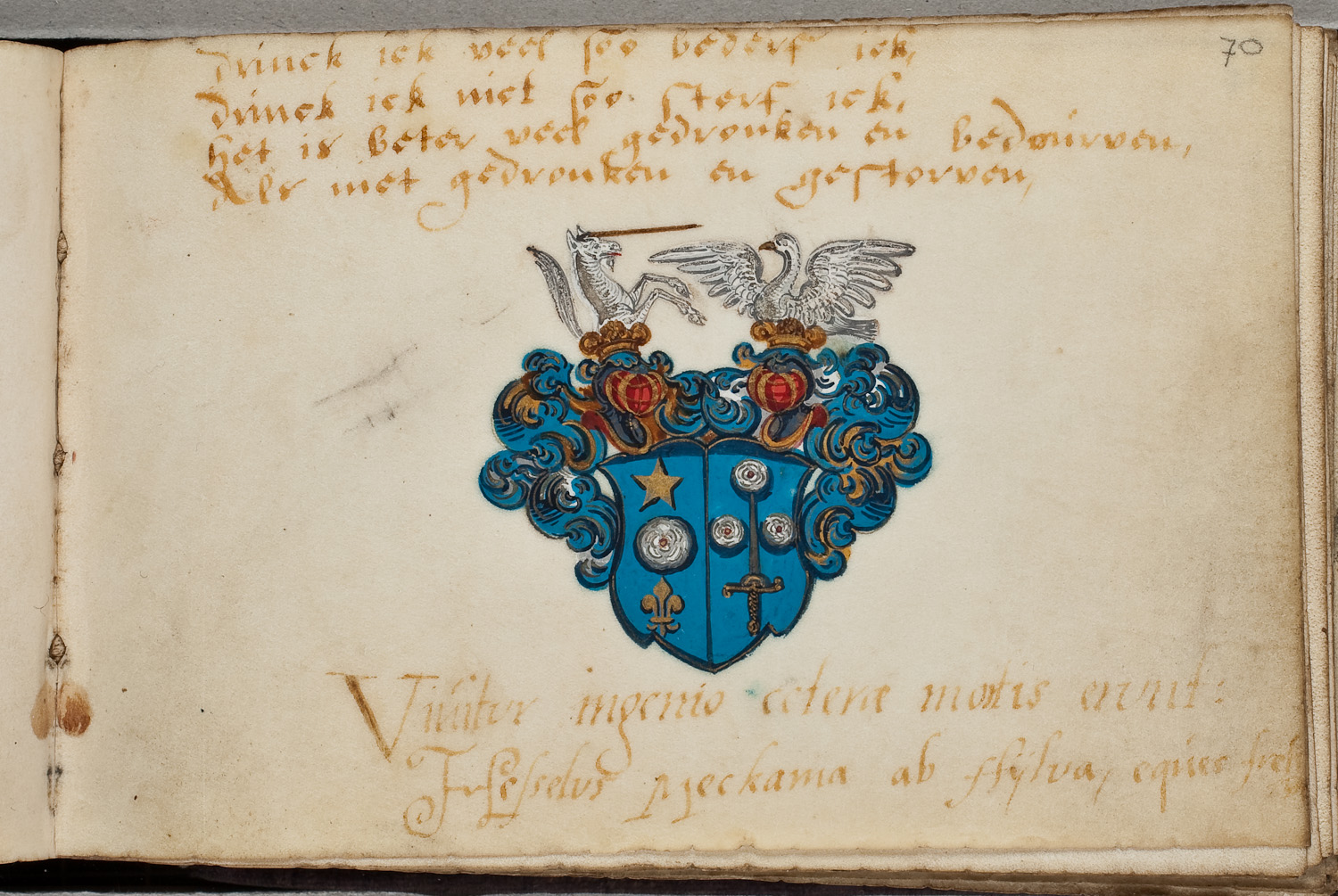
Het wapen Meckema-Van Aylva uit 1630.
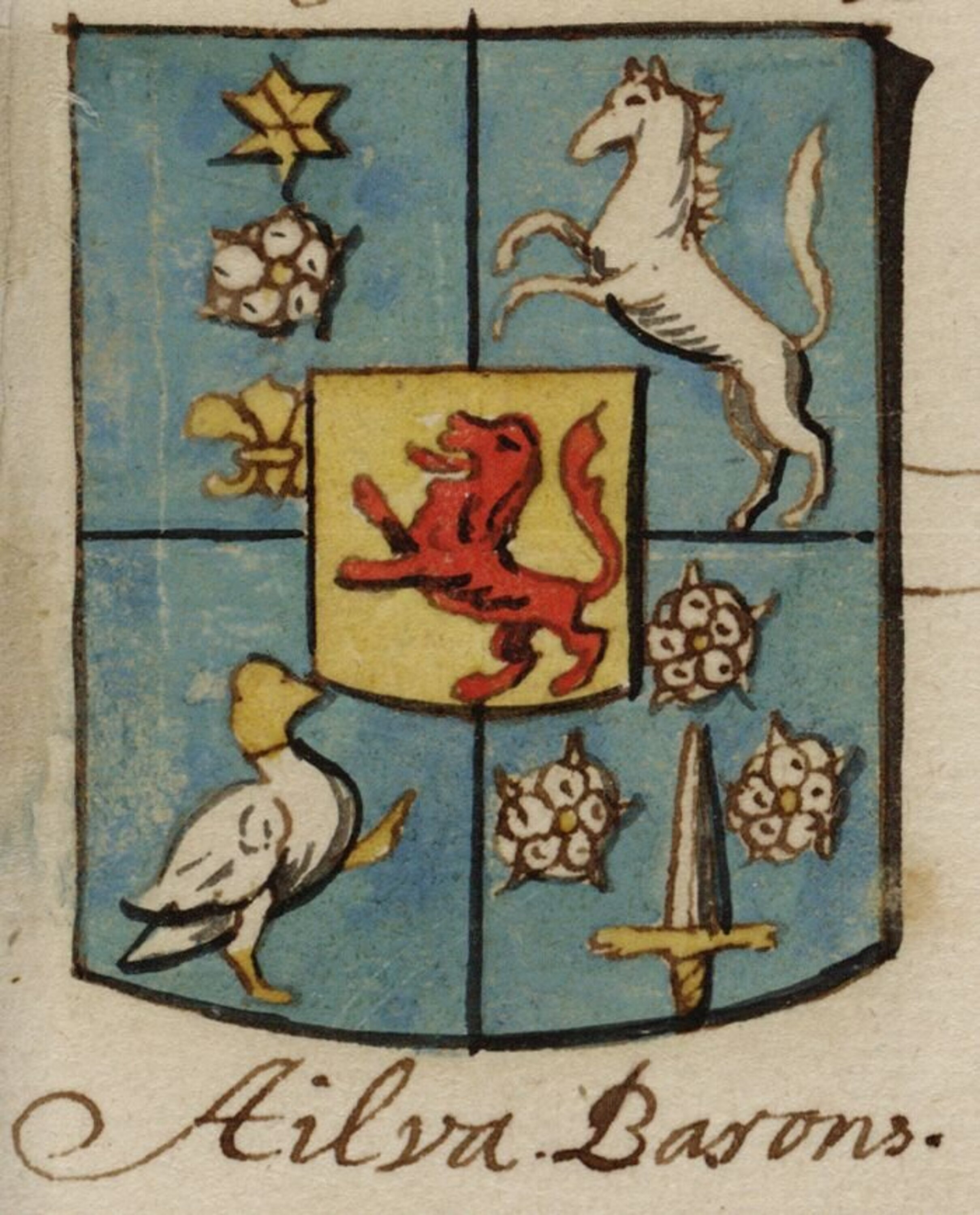
Het wapen van Aylva zoals gevoerd door Hans Willem van Aylva met het wapen Van Meckema en Houwerda in het hartschild.

Voor het wapen dat in 1814 werd geregistreerd werd het wapen Van Aylva gekwartileerd met het wapen Van Gendt:
Gevierendeeld: I en IV in blauw, een zilveren roos, goud geknopt, vergezeld boven van een ster en beneden van een lelie, alles goud; II en III in zilver een rode dwarsbalk, goud getralied

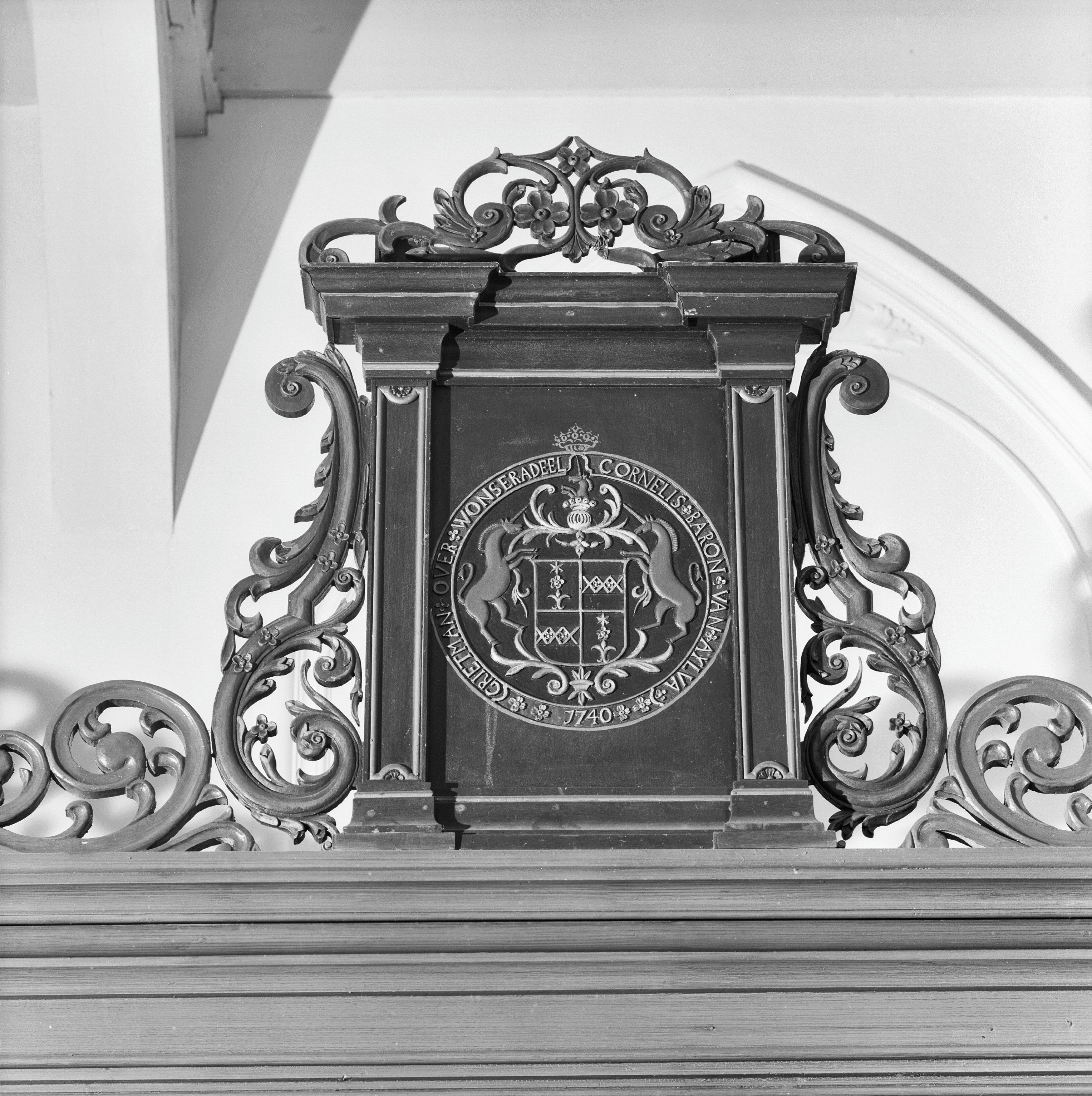
Het wapen Van Aylva op een herenbank in de Bonifatiuskerk van Cornwerd.
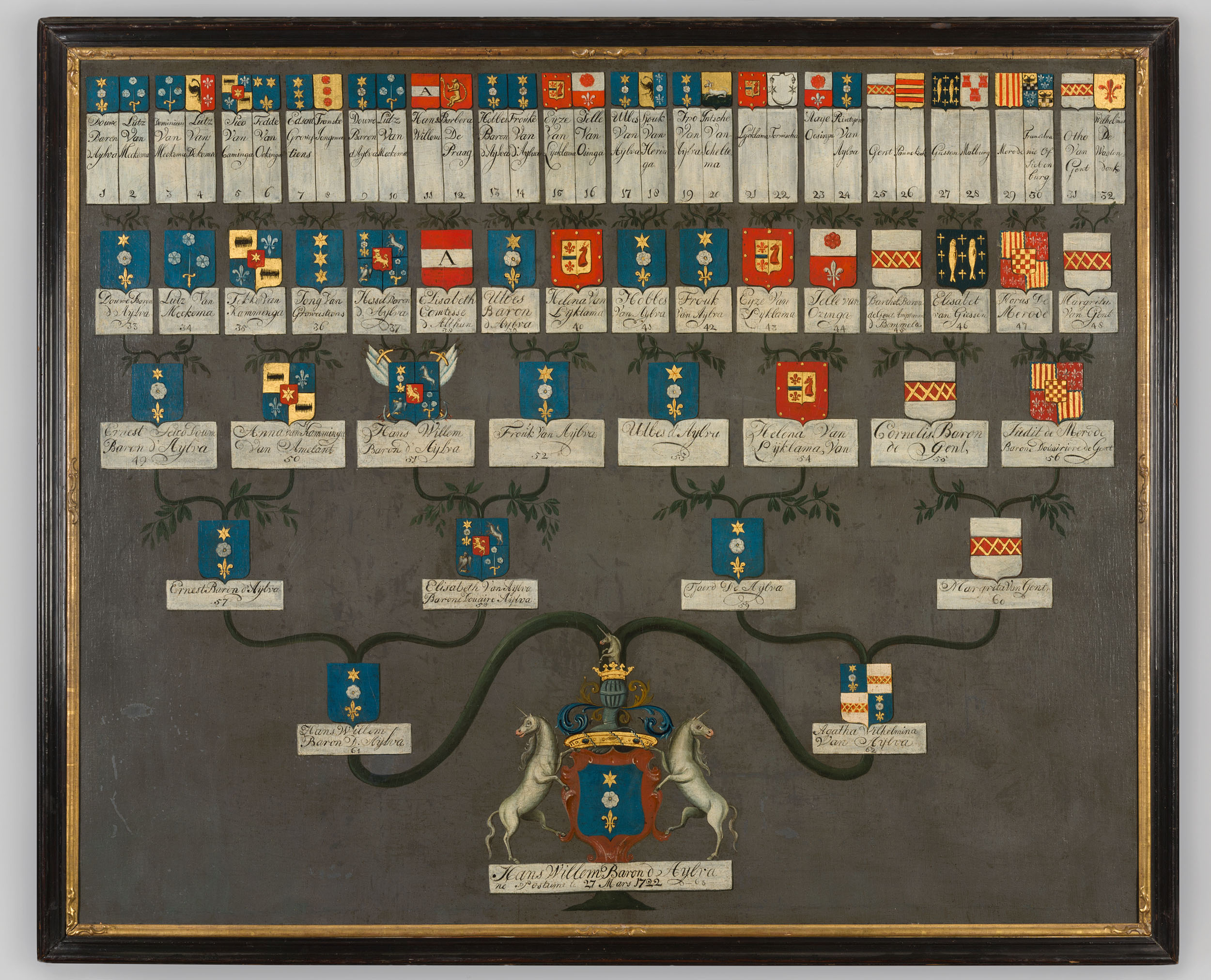
Kwartierstaat van Hans Willem van Aylva met aan moederszijde het wapen Van Aylva gekwartileerd met Van Gendt.

## Adelsbesluiten
Op 11 april 1652 werd Hessel Meckema van Aylva verheven tot baron des H.R.Rijks. Bij diploma's van keizer Leopold I werden de broers Ernst van Aylva (1659-1714) en Sicco verheven tot baron des H.R.Rijks.
Bij Souverein Besluit van 28 augustus 1814 werd Hans Willem van Aylva van Waardenburg en Neerijnen (1751-1827) erkend als Edele in Friesland; bij KB in 1822 werd voor hem en zijn nakomelingen de titel van baron erkend.

## Enkele telgen
Epo Aylva (vermeld 1450-1468), grietman van Wonseradeel
- Epo Aylva (vermeld 1485), grietman van Wonseradeel
  - Epo Aylva (vermeld 1495-1532), grietman van Wonseradeel
    - Tjaard Epesz. Aylva (vermeld 1528-1543), grietman van Wonseradeel
      - Douwe van Aylva (vermeld 1566/1567)
        - Ernst van Aylva (†1627), grietman van Wonseradeel
          - Douwe van Aylva (1579-1638), grietman van Wonseradeel
            - Hessel Meckema des H.R.Rijksbaron van Aylva (1608-1660), kolonel en commandant van Emden
              - Hans Willem des H.R.Rijksbaron van Aylva (1633-1691), luitenant-generaal, leidde in 1672 de verdediging van Friesland tegen de inval door Munster in de noordelijke gewesten.

            - Douwe van Aylva (†1665), grietman van Wonseradeel
              - Ernst Sicco van Aylva (1635-1679), grietman van Wonseradeel
                - Ernst des H.R.Rijksbaron van Aylva (1659-1714), grietman van Wonseradeel, verheven tot baron des H.R.Rijks in 1696
                  - Hans Willem des H.R.Rijksbaron van Aylva (1695-1722), grietman van Wonseradeel. Huwde in 1716 zijn nicht Agatha Wilhelmina van Aylva (1690-1763), hofdame van prinses Maria Louise van Hessen-Kassel ("Marijke Meu").
                    - Hans Willem des H.R.Rijksbaron van Aylva (1722-1751), grietman van Wonseradeel, lid Raad van State
                      - mr. Hans Willem baron van Aylva, heer van Waardenburg, Neerijnen enz. (1751-1827), lid Eerste Kamer, opperhofmaarschalk des konings, laatste lid van het adellijke geslacht
                        - jkvr.[8] Anna Jacoba Wilhelmina van Aylva (1778-1814); trouwde in 1800 met mr. Frederik Willem Floris Theodorus baron van Pallandt, heer van Keppel, enz. (1772-1853), minister, staatsraad; na haar vaders overlijden gaan de heerlijkheden Waardenburg en Neerijnen over op hun zoon Hans Willem van Aylva baron van Pallandt (1804-1881)[9]

## Andere telgen
- Hobbe Esaias van Aylva (1696-1772), Gouverneur van Maastricht (1749-1772)
- Sicco Douwe van Aylva (1734-1807), grietman van Westdongeradeel, vluchtte in 1787 naar Frankrijk